# Stefan Frey (Badminton)
Stefan Frey (* 16. Mai 1959 in Worms) ist ein ehemaliger deutscher Badmintonspieler.
1982 wurde er erstmals Meister bei den Erwachsenen im Doppel mit Thomas Künstler. Ein Jahr später siegte er bei den French Open. 1992 startete er bei Olympia und wurde 17. im Herrendoppel mit Stephan Kuhl. Im selben Jahr gewannen beide bei der Badminton-Europameisterschaft 1992 überraschend Bronze.

## Erfolge
| Saison    | Veranstaltung                     | Disziplin    | Platz | Name |
| --------- | --------------------------------- | ------------ | ----- | --- |
| 1972/1973 | Deutsche Einzelmeisterschaft U14  | Herrendoppel | 2     | Robert Thalheimer / Stefan Frey (TB Langendiebach / TG Worms)                                                                       |
| 1978/1979 | Deutsche Einzelmeisterschaft U22  | Herrendoppel | 2     | Thomas Hagemann (SV Unkel) / Stefan Frey (TV Mainz-Zahlbach)                                                                        |
| 1979/1980 | Deutsche Einzelmeisterschaft U22  | Mixed        | 1     | Stefan Frey / Gabi Simon (TV Mainz-Zahlbach)                                                                                        |
| 1980/1981 | Deutsche Einzelmeisterschaft U22  | Herrendoppel | 1     | Jürgen Gebhardt / Stefan Frey (TV Mainz-Zahlbach)                                                                                   |
| 1981/1982 | Deutsche Einzelmeisterschaft      | Herrendoppel | 1     | Thomas Künstler / Stefan Frey (TV Mainz-Zahlbach)                                                                                   |
| 1982/1983 | Deutsche Einzelmeisterschaft      | Mixed        | 3     | Stefan Frey / Mechtild Hagemann (TV Mainz-Zahlbach)                                                                                 |
| 1982/1983 | Deutsche Mannschaftsmeisterschaft | Mannschaft   | 2     | TV Mainz-Zahlbach (Thomas Künstler, Stefan Frey, Jürgen Gebhardt, Mathias Klein, Mechtild Hagemann, Gabi Simon, Heike Gebhardt)     |
| 1982/1983 | Deutsche Einzelmeisterschaft      | Herrendoppel | 2     | Thomas Künstler / Stefan Frey (TV Mainz-Zahlbach)                                                                                   |
| 1983      | French Open                       | Mixed        | 1     | Stefan Frey / Mechtild Hagemann |
| 1983/1984 | Deutsche Einzelmeisterschaft      | Mixed        | 1     | Stefan Frey / Mechtild Hagemann (TV Mainz-Zahlbach)                                                                                 |
| 1983/1984 | Deutsche Mannschaftsmeisterschaft | Mannschaft   | 2     | TV Mainz-Zahlbach (Thomas Künstler, Stefan Frey, Jürgen Gebhardt, Mathias Klein, Olaf Rosenow, Mechthild Hagemann, Gabi Simon)      |
| 1983/1984 | Deutsche Einzelmeisterschaft      | Herrendoppel | 2     | Thomas Künstler / Stefan Frey (TV Mainz-Zahlbach)                                                                                   |
| 1984/1985 | Deutsche Mannschaftsmeisterschaft | Mannschaft   | 1     | TV Mainz-Zahlbach (Thomas Künstler, Stefan Frey, Jürgen Gebhardt, Mathias Klein, Olaf Rosenow, Mechthild Hagemann, Gabi Simon)      |
| 1984/1985 | Deutsche Einzelmeisterschaft      | Mixed        | 2     | Stefan Frey (TV Mainz-Zahlbach) / Mechtild Hagemann (TV Mainz-Zahlbach)                                                             |
| 1984/1985 | Deutsche Einzelmeisterschaft      | Herrendoppel | 1     | Thomas Künstler / Stefan Frey (TV Mainz-Zahlbach)                                                                                   |
| 1985      | USSR International                | Herrendoppel | 1     | Thomas Künstler / Stefan Frey |
| 1985/1986 | Deutsche Mannschaftsmeisterschaft | Mannschaft   | 1     | TV Mainz-Zahlbach (Thomas Künstler, Stefan Frey, Jürgen Gebhardt, Mathias Klein, Mechthild Hagemann, Cathrin Hoppe, Heike Gebhardt) |
| 1985/1986 | Deutsche Einzelmeisterschaft      | Herrendoppel | 1     | Thomas Künstler / Stefan Frey (TV Mainz-Zahlbach)                                                                                   |
| 1985/1986 | Deutsche Einzelmeisterschaft      | Mixed        | 1     | Stefan Frey / Mechtild Hagemann (TV Mainz-Zahlbach)                                                                                 |
| 1986/1987 | Deutsche Einzelmeisterschaft      | Herrendoppel | 1     | Thomas Künstler / Stefan Frey (TV Mainz-Zahlbach / TV Mainz-Zahlbach)                                                               |
| 1986/1987 | Deutsche Einzelmeisterschaft      | Mixed        | 3     | Stefan Frey / Mechthild Hagemann (TV Mainz-Zahlbach)                                                                                |
| 1987/1988 | Deutsche Einzelmeisterschaft      | Herrendoppel | 3     | Stefan Frey / Thomas Künstler (TV Mainz-Zahlbach)                                                                                   |
| 1987/1988 | Deutsche Einzelmeisterschaft      | Mixed        | 3     | Stefan Frey / Mechthild Hagemann (TV Mainz-Zahlbach)                                                                                |
| 1988/1989 | Deutsche Einzelmeisterschaft      | Herrendoppel | 2     | Volker Elber / Stefan Frey (TuS Wiebelskirchen / TV Mainz-Zahlbach)                                                                 |
| 1988/1989 | Deutsche Einzelmeisterschaft      | Mixed        | 3     | Stefan Frey / Mechthild Künstler (TV Mainz-Zahlbach)                                                                                |
| 1989      | Bitburger Open                    | Herrendoppel | 1     | Stefan Frey / Robert Neumann |
| 1989/1990 | Deutsche Einzelmeisterschaft      | Herrendoppel | 2     | Stefan Frey / Robert Neumann (FC Langenfeld / TV Mainz-Zahlbach)                                                                    |
| 1989/1990 | Deutsche Einzelmeisterschaft      | Mixed        | 2     | Stefan Frey / Cathrin Hoppe (TV Mainz-Zahlbach)                                                                                     |
| 1990      | Swiss Open                        | Herrendoppel | 1     | Stefan Frey / Stephan Kuhl |
| 1990/1991 | Deutsche Einzelmeisterschaft      | Mixed        | 3     | Stefan Frey / Kathrin Hoppe (TV Mainz-Zahlbach)                                                                                     |
| 1990/1991 | Deutsche Einzelmeisterschaft      | Herrendoppel | 2     | Stefan Frey / Robert Neumann (FC Langenfeld / TV Mainz-Zahlbach)                                                                    |
| 1991      | Swiss Open                        | Herrendoppel | 3     | Stefan Frey / Neumann |
| 1991/1992 | Deutsche Einzelmeisterschaft      | Herrendoppel | 1     | Stephan Kuhl / Stefan Frey (BC Eintracht Südring Berlin / TV Mainz-Zahlbach)                                                        |
| 1991/1992 | Deutsche Einzelmeisterschaft      | Mixed        | 3     | Stefan Frey / Kathrin Hoppe (TV Mainz-Zahlbach)                                                                                     |
| 1992      | Europameisterschaft               | Herrendoppel | 3     | Stephan Kuhl / Stefan Frey |
| 1993/1994 | Deutsche Einzelmeisterschaft O32  | Mixed        | 1     | Stefan Frey / Mechtild Künstler (TV Mainz-Zahlbach / SV Unkel)                                                                      |
| 1993/1994 | Deutsche Einzelmeisterschaft O32  | Herrendoppel | 1     | Stefan Frey / Jürgen Gebhardt (TV Mainz-Zahlbach)                                                                                   |
| 1994/1995 | Deutsche Einzelmeisterschaft O32  | Herrendoppel | 1     | Stefan Frey / Jürgen Gebhardt (Turnverein 1884 Neckarau /)                                                                          |
| 1994/1995 | Deutsche Einzelmeisterschaft      | Herrendoppel | 3     | Stefan Frey / Stephan Kuhl (TV 1884 Neckarau / OSC Düsseldorf)                                                                      |
| 1994/1995 | Deutsche Einzelmeisterschaft O32  | Mixed        | 1     | Stefan Frey / Mechtild Künstler (Turnverein 1884 Neckarau / SV Unkel)                                                               |
| 1995/1996 | Deutsche Einzelmeisterschaft O32  | Mixed        | 1     | Stefan Frey / Mechtild Künstler (BC Eintracht Südring / SV Unkel)                                                                   |
| 1997/1998 | Deutsche Einzelmeisterschaft      | Herrendoppel | 3     | Kai Mitteldorf / Stefan Frey (BC Eintracht Südring Berlin / Grün-Weiß Wiesbaden)                                                    |
| 1997/1998 | Deutsche Einzelmeisterschaft O32  | Mixed        | 1     | Stefan Frey / Heidi Bender (PSV Grün Weiß Wiesbaden / TV Witzhelden)                                                                |
| 1998/1999 | Deutsche Einzelmeisterschaft O32  | Mixed        | 1     | Stefan Frey / Heidi Bender (Post SV Ludwigshafen / TV Witzhelden)                                                                   |
| 1999      | Senioren-Europameisterschaft 40+  | Mixed        | 2     | Stefan Frey / Heidi Bender |
| 1999      | Senioren-Europameisterschaft 40+  | Herrendoppel | 3     | Stefan Frey / Konrad Reuther |
| 1999/2000 | Deutsche Einzelmeisterschaft O32  | Mixed        | 2     | Stefan Frey (PSV Ludwigshafen) / Heidi Bender (BV Gifhorn)                                                                          |
| 2000/2001 | Deutsche Einzelmeisterschaft O40  | Herrendoppel | 1     | Stefan Frey / Konny Reuther (Post SV Ludwigshafen / 1. BC Westpfalz Hütschenhausen)                                                 |
| 2000/2001 | Deutsche Einzelmeisterschaft O40  | Mixed        | 1     | Stefan Frey / Heidi Bender (Post SV Ludwigshafen / BV Gifhorn von 1968)                                                             |
| 2001/2002 | Deutsche Einzelmeisterschaft O40  | Herrendoppel | 1     | Stefan Frey / Konrad Reuther (PSV Ludwigshafen / 1. BCW Hütschenhausen)                                                             |
| 2001/2002 | Deutsche Einzelmeisterschaft O40  | Mixed        | 1     | Stefan Frey / Heidi Bender (PSV Ludwigshafen / PSV Bremen)                                                                          |
| 2002      | Senioren-Europameisterschaft 40+  | Mixed        | 2     | Stefan Frey / Heidi Bender |
| 2006/2007 | Deutsche Einzelmeisterschaft O45  | Mixed        | 3     | Stefan Frey / Elke Meißner (TV Hechtsheim / SKV Büdesheim)                                                                          |

## Referenzen
- Martin Knupp: Deutscher Badminton Almanach, Eigenverlag/Deutscher Badminton-Verband (2003), 230 Seiten